# La Saunière
La Saunière – miejscowość i gmina we Francji, w regionie Nowa Akwitania, w departamencie Creuse.
Według danych na rok 1990 gminę zamieszkiwały 532 osoby, a gęstość zaludnienia wynosiła 71 osób/km² (wśród 747 gmin Limousin La Saunière plasuje się na 242. miejscu pod względem liczby ludności, natomiast pod względem powierzchni na miejscu 607.).